# Новотны, Рене
Рене Новотны (чеш. René Novotný; род. 10 июня 1963 года, Челадна, Чехословакия) — фигурист из Чехии, выступавший  в парном разряде. В паре с  Радкой Коваржиковой он —  чемпион  Чехии,   серебряный призёр чемпионата Европы 1995 года,  чемпион мира  1995 года, призёр этапов Гран-при.  В настоящее время  — тренер и хореограф.

## Карьера
Рене начал заниматься фигурным катанием в 6 лет. Когда ему исполнилось 13 лет, он перешёл в парное катание. Прежде чем встал в 1989 году в пару с Радкой Коваржиковой, с которой добился больших успехов, Рене поменял 3 партнёрши и принял участие в 5 чемпионатах мира.
С Радкой Рене на чемпионате мира 1992 года выиграл для Чехии первую за последние 34 года серебряную медаль. Вскоре пара приняла решение переехать в США к Ирине Родниной, работавшей в Калифорнии с 1992 по 1997 год. Под руководством Родниной пара завоевала исторический для Чехии титул чемпионов мира в парном катании. После этой победы Радка и Рене ушли в профессионалы и стали чемпионами мира среди профессионалов 1995 и 1997 года. Принимали участие в ледовых шоу.

## Личная жизнь
1 июня 1996 спортсмены поженились.

## Результаты
| Соревнования               | 1989-90 | 1990-91 | 1991-92 | 1992-93 | 1993-94 | 1994-95 |
| -------------------------- | ------- | ------- | ------- | ------- | ------- | ------- |
| Олимпийские игры           |         |         | 4       |         | 6       |         |
| Чемпионаты мира            | 8       |         | 2       | 4       | 5       | 1       |
| Чемпионаты Европы          | 6       | 4       | 4       | 4       | 4       | 2       |
| Чемпионаты Чехии           |         |         |         |         | 1       |         |
| Skate America              |         | 2       |         | 2       |         | 3       |
| Skate Canada International |         |         |         |         | 2       |         |
| Trophee Lalique            | 3       |         | 2       | 2       |         | 4       |
| NHK Trophy                 |         | 6       | 2       |         | 2       | 2       |
| Bofrost Cup on Ice         |         | 3       | 3       |         |         |         |
| Nebelhorn Trophy           | 3       |         |         |         |         |         |